# 公開水域游泳
公開水域游泳，是一項於海、湖泊或河流游泳的戶外活動以及一項運動項目。鐵人三項當中，就包括了公開水域游泳的一環。在2000年悉尼奧運時，鐵人三項運動員就需要進行1.5公里的公開水域游泳。2005年加拿大蒙特婁的世界游泳錦標賽就設有5公里、10公里與25公里的小項。2005年10月27日，國際奧委會決定將公開水域游泳列入為2008年北京奧運正式的比賽項目之一，分別設有：男子10公里以及女子10公里兩個小項。

## 配套設備
公開水域游泳唯一需要的配套設備是一個游泳套裝，包括顏色鮮艷的泳帽，用以增加運動員的明顯性。另外，泳衣或是泳褲也是必要的。
最近基於公開水域泳者人身安全的考慮，一種“安全吹氣浮球”的專利產品已經問世，其作用有，保護自身安全，拯救處在危險當中的他人，球體醒目避免船隻的踫撞傷害，球體可放置包括手機在内的個人物品，佩戴后不影響泳者的游泳動作，球體外表可印製各種標識等。

## 外部連結
- 有關公開水域游泳的網頁 （页面存档备份，存于）
- Oceanswims （页面存档备份，存于）